# ایگور آنتون
ایگور آنتون (اسپانیایی: Igor Antón‎؛ زادهٔ ۲ مارس ۱۹۸۳) دوچرخه‌سوار اهل اسپانیا است.
از باشگاه‌هایی که در آن رکاب زده‌است می‌توان به تیم دایمنشن دیتا، ایوسکالتل-ایوسکادی، و ایوسکالتل-ایوسکادی، و تیم موویستار اشاره کرد.